# HTC Legend
De HTC Legend is een smartphone van HTC en is de opvolger van de HTC Hero.
Het toestel heeft een amoled-scherm, is gebouwd uit één stuk aluminium en heeft geen fysiek toetsenbord. De batterij kan aan de onderkant uit het toestel worden geschoven. De antenne van het toestel is in de batterijklep geïntegreerd, zodat de metalen behuizing de ontvangst van het toestel niet nadelig beïnvloedt.
De trackball van de HTC Hero is vervangen door een trackpad, zodat de vormgeving van het toestel optimaal tot z'n recht komt.